# Sonata per a piano núm. 7 (Mozart)
La Sonata per a piano núm. 7 en do major, K. 309 (284b) és una obra de Wolfgang Amadeus Mozart composta el 18 novembre 1777 durant un viatge a Mannheim i París (1777-78). Aquesta obra mostra el nou aspecte simfònic de la producció pianística de Mozart. L'estil, la severitat de l'Escola de Mannheim es manifesta en aquesta sonata a través d'expressions amb una humanitat molt profunda, de vegades dolorosa, que encara no s'havia trobat en composicions anteriors.

## Estructura
Consta de tres moviments:
1. Allegro con spirito
2. Andante un poco adagio
3. Rondo (allegretto grazioso)

L'Andante és un "retrat" de Rosa Cannabich, una alumna seva de 15 anys que era la filla de Christian Cannabich, el mestre de capella de Mannheim. Mozart va descriure aquest retrat com la representació d'una nena "molt bonica, molt educada, assenyada i madura per la seva edat, seriosa i callada. Però quan parla, ho fa amb gràcia i amabilitat". El pare de Mozart, Leopold, va descriure aquesta peça com "estranya". El Rondo acaba amb una coda sottovoce típicament mozartiana, recurs que es repetirà en nombroses ocasions en altres moments de la seva obra.